# أليكسندرا بورك
وإسمها الكامل أليكسندرا إيميلدا سيسيليا إيون بورك (بالإنجليزية: Alexandra Imelda Cecelia Ewen Burke)‏ وهي مغنية ومسجلة أغاني و كاتبة أغاني وعارضة أزياء وراقصة بريطانية تغني آر أند بي والبوب، ولدت في 25 أغسطس 1988 في لندن في المملكة المتحدة وغنت مع الكثير من المغنيين الشهيرين مثل بيتبول وفلو رايدا، بدئت الغناء منذ 2005 مع أمها ميليسا بيل الجامايكية الأصل في فن السول، وفي 2008 فازت بمسابقة اكس فاكتور في موسمها الخامس وأصبحت أول فائزة من شيريل كول، فازت أليكسندرا بمبلغ 8000000$ لتكون ثاني أكثر مغنية تتحصل على المال في 2008 بعد ليونا لويس.

## روابط خارجية
- أليكسندرا بورك على موقع IMDb (الإنجليزية)
- أليكسندرا بورك على موقع ميوزك برينز (الإنجليزية)
- أليكسندرا بورك على موقع أول ميوزيك (الإنجليزية)
- أليكسندرا بورك على موقع ديسكوغز (الإنجليزية)
- أليكسندرا بورك على موقع قاعدة بيانات الفيلم (الإنجليزية)